# Старший помощник командира корабля
Старший помощник командира корабля (сокращённо: СПК, неофициально: старпом) — должность в российском и советском флотах. Старший помощник командира корабля является первым заместителем командира и прямым начальником всего личного состава, руководитель боевой подготовки экипажа и повседневной деятельности боевых частей и служб корабля. В Имперском Российском флоте эта же должность называлась старший офицер. В Британском Королевском флоте должность старпома называется первый лейтенант (chief officer, — букв. «шеф-офицер» или иначе «первый офицер» (после капитана)).

## Обязанности
Старший помощник отвечает:
- за боевую готовность, оборону и защиту корабля,
- воспитание и воинскую дисциплину личного состава,
- организацию взаимодействия и боевое слаживание боевых частей и служб корабля,
- организацию службы и внутренний распорядок на корабле,
- правильность ведения документации,
- приготовление корабля к бою и походу,
- организацию борьбы за живучесть (в частности за защиту от оружия массового поражения),
- радиационную безопасность (для кораблей с ядерной энергетической установкой и/или ядерным оружием в боекомплекте).

Старший помощник должен быть готов в случае необходимости заменить командира корабля, для чего обязан знать все его служебные намерения и приказы, полученные командиром корабля от вышестоящего командования, знать в совершенстве материальную часть корабля и иметь допуск к самостоятельному управлению кораблём.
При кратковременном отсутствии командира корабля старший помощник вступает в командование кораблем, и одновременно продолжает выполнять свои прямые обязанности.
Должность старшего помощника — обязательная ступень для офицера на пути к самостоятельному командованию кораблем. Обязанности его так обширны, а ответственность так велика, что Корабельный устав специально предусматривает, что бо́льшую часть времени старший помощник проводит на корабле.

## Старший помощник капитана торгового судна
Старший помощник капитана торгового судна отвечает за:
- Планирование и проведение грузовых операций: погрузка/выгрузка и размещение груза в соответствии с грузовым планом;
- Контроль остойчивости судна;
- Контроль нагрузки на корпус;
- Осадку и посадку судна во время выполнения грузовых операций, по состоянию на окончание операций и в течение всего рейса;
- Наличие на борту запасов и расходование пресной воды и провианта в течение рейса;
- Эксплуатацию и поддержание в надлежащем техническом состоянии корпуса судна, палубных и грузовых механизмов и устройств;
- Организацию и контроль рабочего времени палубной команды.